# Inigo Jones
Inigo Jones (15. července 1573, Londýn – 21. června 1652, Londýn) byl anglický architekt velšského původu. Byl průkopníkem renesanční architektury v Británii. Inspiroval se antikou, teoretickými pracemi Marcuse Vitruvia Pollia a italského architekta Andrea Palladia. K jeho nejslavnějším stavbám patří Queen's House (1616–1619), královská rezidence v Greenwichi (dnes v něm sídlí National Maritime Museum) a Banqueting House (1619–1622), součást Whitehallu. Většina ostatních jeho staveb nepřežila, s výjimkou Queen’s Chapel (1623–27), jež je součástí St. James’s Palace. Navrhl rovněž koncepci náměstí Covent Garden. Věnoval se také scénografii a kostýmnímu výtvarnictví pro divadlo, konkrétně pro zvláštní divadelní žánr zvaný maska. V tomto oboru spolupracoval s Benem Jonsonem. O počátcích jeho životní dráhy není mnoho známo. Pravděpodobně se vyučil truhlářem. Není jisté, kde získal architektonické vzdělání, ví se jen, že se učil malířství v Itálii a poté pracoval v Dánsku, a to již jako architekt, pomáhal zde se stavbou hradu v Rosenborgu a ve Frederiksborgu. Zde se zřejmě stal chráněncem Anny Dánské, sestry krále Christiana IV., která se později stala anglickou královnou, jakožto manželka Jakuba I. Stuarta. Přes královnu se Jones zřejmě dostal k práci na svých nejslavnějších zakázkách.

## Galerie

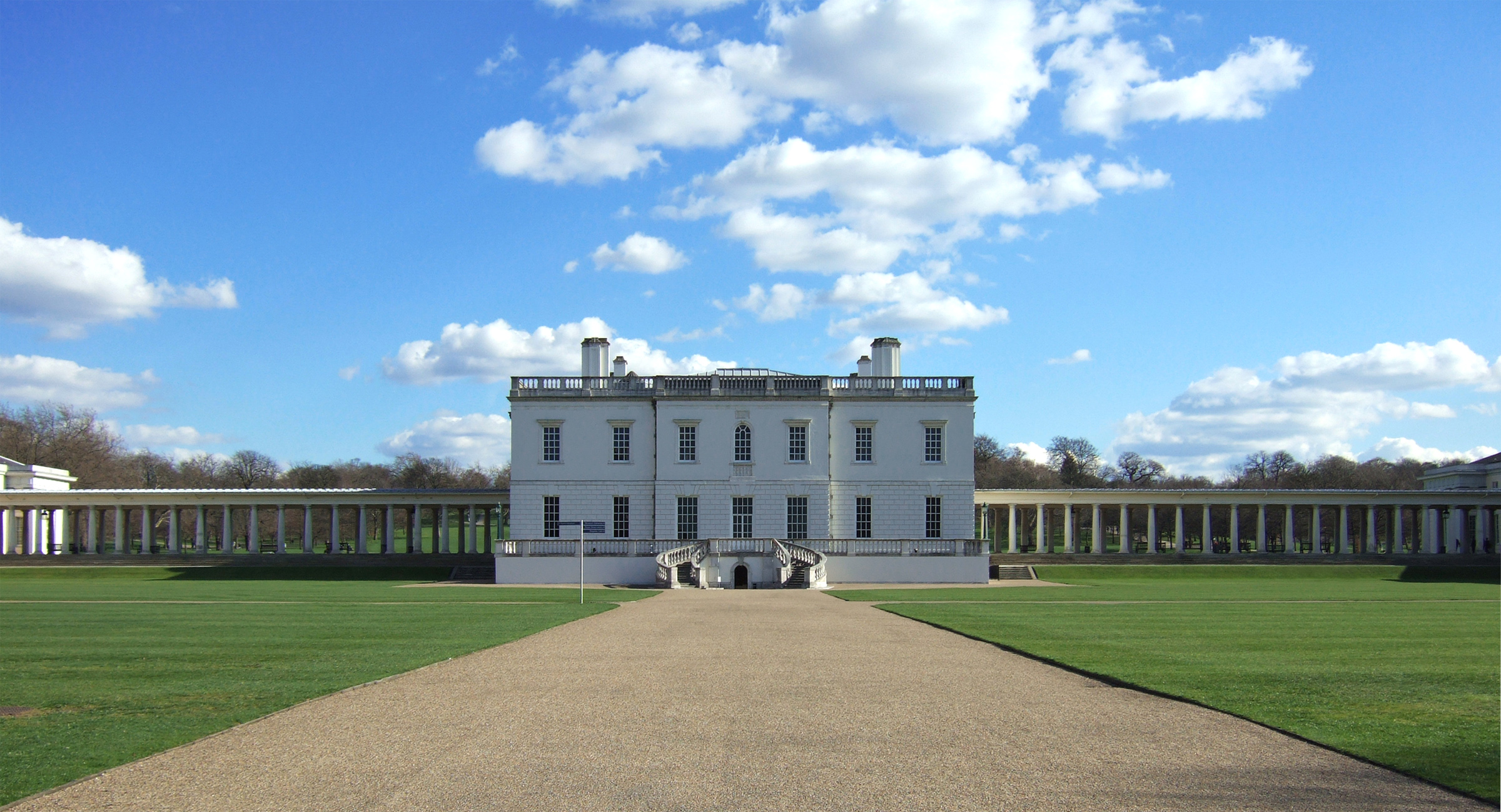
Queen's House
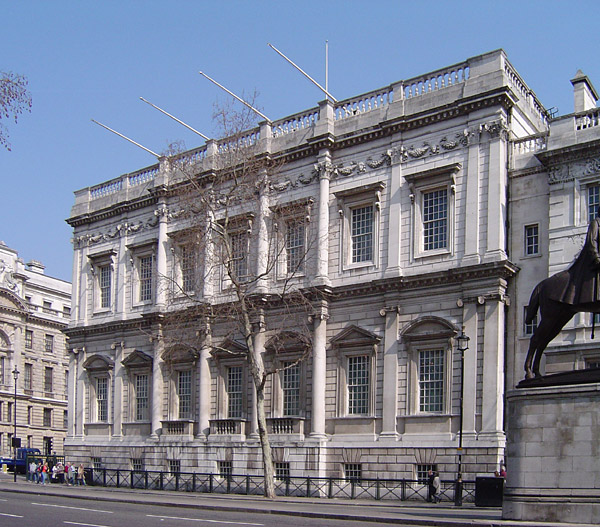
Banqueting House
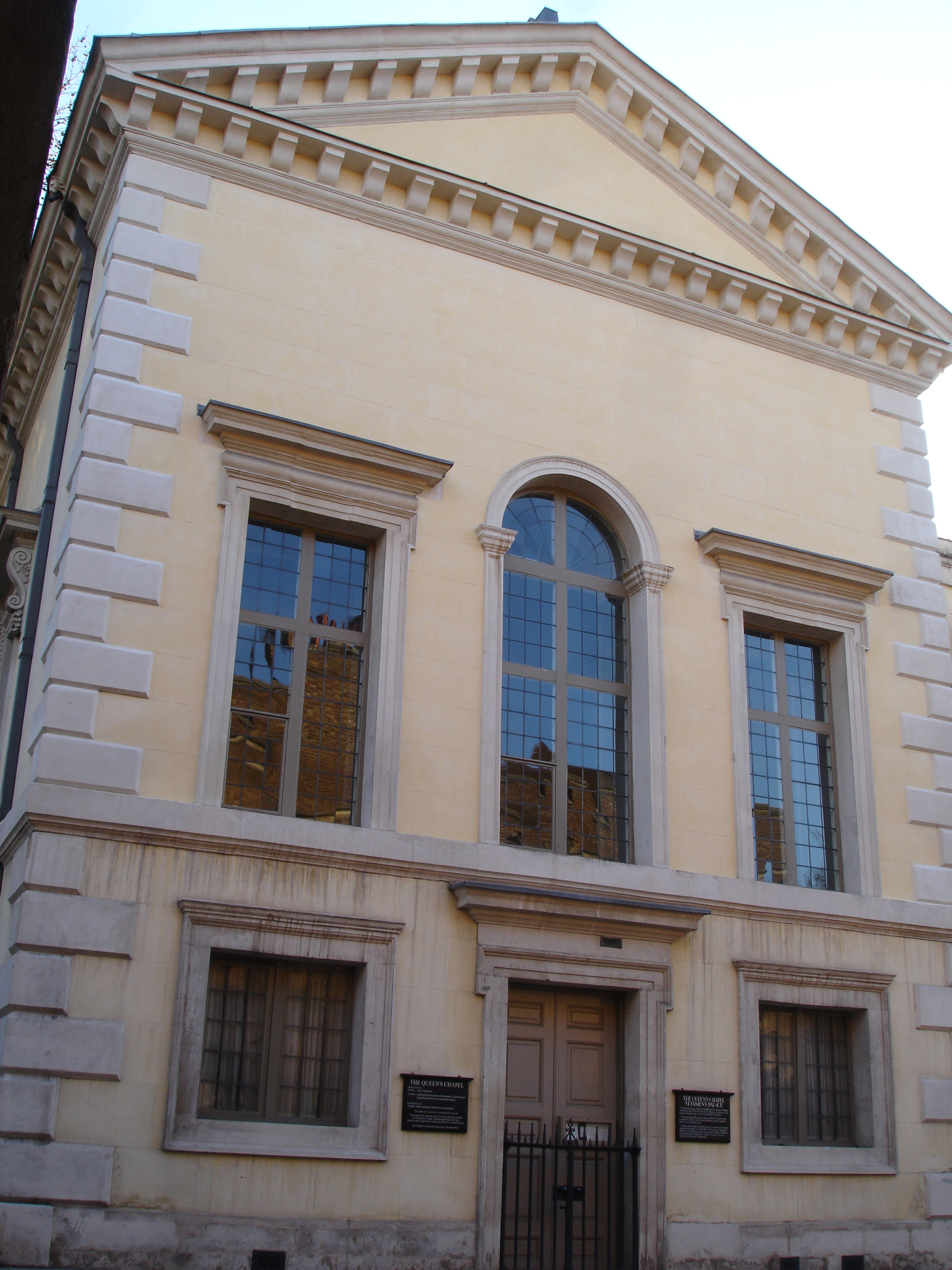
Queen’s Chapel